# Koffi Kouao
Koffi Franck Kouao (Abidjan, 20 maggio 1998) è un calciatore ivoriano, difensore del Metz.

## Caratteristiche tecniche
È un terzino destro.

## Carriera

### Club
Cresciuto nel settore giovanile dell'ASEC Mimosas, nel 2016 viene acquistato al Vizela. Esordisce fra i professionisti il 10 gennaio 2017 disputando l'incontro di Taça da Liga pareggiato 2-2 contro il Paços Ferreira.

### Nazionale
Ha giocato nella nazionale ivoriana Under-17.
Nel 2021 ha partecipato ai Giochi Olimpici di Tokyo.